# Единственият свидетел
„Единственият свидетел“ е български телевизионен игрален филм (социално-психологическа драма) от 1988 година на режисьора Михаил Пандурски, по сценарий на Николай Никифоров. Оператор е Мирчо Борисов. Музиката във филма е композирана от Валери Миловански. Художник Елиана Стоянова.

## Актьорски състав
| Роля                                               | Изпълнител         |
| -------------------------------------------------- | ------------------ |
| Христо Вл. Панов, свидетелят                       | Олег Борисов       |
| Сребрина Гиргинова, жената, повдигнала обвинението | Ирен Кривошиева    |
| Владимир Панов-Владо, синът на свидетеля           | Любен Чаталов      |
| Тотко Стоянов, шофьорът на автобуса                | Кирил Варийски     |
| Панова, жената на свидетеля Христо                 | Катя Чукова        |
| съпругата на шофьора Тотко                         | Сашка Братанова    |
| завеждащият лекар                                  | Антон Карастоянов  |
|                                                    | Юлиана Караньотова |
|                                                    | Николай Клисуров   |
|                                                    | Диана Чернева      |
|                                                    | Георги Кодов       |
|                                                    | Калин Арсов        |
|                                                    | Цветан Ватев       |
|                                                    | Тодор Георгиев     |
|                                                    | Антония Драгова    |
|                                                    | Мара Чапанова      |
|                                                    | Иван Зоин          |
|                                                    | Янчо Янев          |
|                                                    | Благовест Арнаудов |
|                                                    | Йонка Илиева       |
|                                                    | Йордан Нейчев      |
|                                                    | Пеньо Байрамов     |
|                                                    | Лука Бистреков     |
|                                                    | Иван Граматиков    |
|                                                    | Атанас Василев     |

и други

## Награди
- Награда Coppa Volpi за най-добра мъжка роля на Олег Борисов от 47-ия международен кинофестивал във Венеция, 1990
- Награда Osella за най-добра филмова музика на Валери Миловански от 47-ия международен кинофестивал във Венеция, 1990
- Специална награда La Navicella за Михаил Пандурски от 47-ия международен кинофестивал във Венеция, 1990